# تاكاهيرو فوجيوكا
تاكاهيرو فوجيوكا (باليابانية: 藤岡貴裕؛ بالكانا: ふじおか たかひろ) هو لاعب كرة قاعدة ياباني، ولد في 17 يوليو 1989 في شيبوكاوا في اليابان.

## وصلات خارجية
- تاكاهيرو فوجيوكا على موقع الدوري الياباني لكرة القاعدة (الإنجليزية)
- تاكاهيرو فوجيوكا على موقعبيزبول رفرنس.كوم (الدوري الثانوي) (الإنجليزية)